# Beck (mangá)
Beck (ベック, Bekku) é uma série de mangá criada pelo mangaká Harold Sakuishi, e publicado na revista mensal Shonen Magazine em 1999. Posteriormente foi adaptado para uma série anime de 26 episódios pelo estúdio Madhouse, intitulado BECK: Mongolian Chop Squad, e exibido na TV Tokyo entre outubro de 2004 e março de 2005. É considerado o melhor mangá de Harold Sakuishi, além de ser considerado um clássico dos mangás e animes, foi muito famoso em sua época de repercussão. 
BECK conta a história de um grupo de cinco adolescentes japoneses que formam uma banda de rock, e as dificuldades pelas quais passam a maioria das bandas que tentam a sorte no Japão (e no mundo).

## Enredo
Yukio Tanaka, apelidado de Koyuki por Izumi, sua amiga de infância, é um garoto japonês de 14 anos que tem uma vida monótona, pois é tímido e nada popular em sua escola.
Sua vida começa a mudar quando espanta alguns garotos que estavam maltratando um cachorro (pouco comum, diga-se de passagem) com o nome de Beck e, consequentemente, acaba conhecendo o seu dono, Ryuusuke Minami.
Ryuusuke Minami, o fenomenal guitarrista da banda Serial Mama, é um rapaz de 16 anos que voltou há pouco tempo de Nova York, onde viveu um bom tempo. Por isso, ele age mais como norte-americano do que como japonês. Na América, Ryuusuke foi influenciado por um amigo músico Eddie, que no momento presente possui uma banda conhecida mundialmente como Dying Breed (DyBre). No ano passado, Ryuusuke e Eddie tinham feito uma promessa de tocarem juntos novamente. Ryuusuke, na verdade voltou para o japão meio fugindo, pois a guitarra que ele possui é muito famosa por lá, e é conhecida pelo nome de Lucille. Na América, Ryuusuke e Eddie roubavam carros para se divertir, até que um dia roubaram o carro errado. Dentro do carro estava Lucille, a guitarra, e Beck o cachorro. Então, Ryuusuke levou Beck e a guitarra dizendo que ia continuar o legado de Sonny Boy. Só que descobriram que Lucille está com Ryuusuke, no Japão, e Leon Sykes, sobrinho de John Lee Davis (o verdadeiro dono de Lucille) e dono de uma grande gravadora, foi para o Japão pegar Lucille de volta e acabar com a vida de Ryuusuke. Então Ryuusuke influencia Koyuki a tocar guitarra emprestando uma guitarra a ele para ele aprender, mas coisas desastrosas acontecem fazendo os dois brigarem. Apesar de tudo, eles voltam a ser amigos e Koyuki aprende a tocar, entrando com seu amigo de escola Saku, na nova banda de Ryuusuke, chamada Beck, o nome do cachorro, além de Chiba no vocal e Taira, um dos melhores baixistas da cidade, mas descobrem que Koyuki canta bem e ele acaba dividindo os vocais em músicas com Chiba, apesar de que em algumas canções eles cantam individualmente. A banda Beck vive muitas aventuras em seus shows, suas turnes e shows em festivais, fazem eles conseguirem sucesso com o tempo.
Koyuki também gosta da irmã de Ryuusuke, mas a influência artistica que a garota recebe de pessoas famosas torna tudo realmente dificil para Koyuki.

## A criação do Beck
Após um desastroso show, Eiji e Ryuusuke decidem se separar com a intenção compartilhada de criar a melhor banda do mundo, a princípio os dois começam um recrutamento de membros, isso gera algumas desavenças entre os dois. O Beck surge com quatro integrantes: Ryuusuke (guitarra), Chiba (vocal), Taira (baixo) e Toudou (bateria), a primeira crise vem com a saída de Toudou para ajudar em casa, porém de uma maneira emergencial Saku entra na banda acompanhado de Koyuki, no começo eles eram apenas uma solução provisória, mas após mostrarem determinação, são incluídos oficialmente no grupo.

### Mongolian Chop Squad
Após um show de rotina a banda é visitada por um produtor que possui a intenção de levar a banda aos EUA, porém Ryuusuke recusa, deixando-o apenas vender os cds da banda na América. O produtor altera então o nome da banda para Mongolian Chop Squad, a venda faz sucesso e os Mongolians Chop Squad entram na lista dos mais vendidos. Entretanto, como Ryuusuke não assinou o contrato, eles não lucram nada. A capa da versão americana mostra Ryuusuke com Lucille, e é quando Leon descobre o paradeiro da guitarra.

## Personagens

### Banda Beck - Mongolian Chop Squad
- Chiba Tsunemi - Energético e carismático, Chiba é o vocalista da banda. Tem um estilo hip-hop de cantar que faz agitar a galera que o escuta. Provavelmente a mesma idade do Ryuusuke, de todos foi o último a ver o sonho, isso gerou um sentimento de exclusão da banda que o motiva a abandona-lá as vésperas de um grande show, porém ele volta a tempo. (Segundo o autor, Chiba foi inspirado em Zack de La Rocha dos Rage Against the Machine.
- Taira Yoshiyuki - Um sério baixista, sempre estava a procura de uma banda que tivesse uma boa "química". (Segundo o autor, Taira foi inspirado no baixista Flea de Red Hot Chili Peppers). Devido as suas exímias habilidades, já passou por outras 3 bandas antes do Beck. É indispensável para qualquer banda.Tem 17 anos. No princípio era contra a inclusão de Koyuki na banda, mais após vê-lo cantar FACE, ele muda de ideia.
- Tanaka "Koyuki" Yukio - Personagem principal, Koyuki reclamava da monotonia de sua vida, até encontrar Ryuusuke que o influencia a entrar no mundo do Rock e a tocar guitarra. Tem 14 anos, iniciou seu aprendizado sobre fortes influências do rock britânico sob os ensinamentos de Saitou.
- Yuji Sakurai (Saku) - baterista da banda, colega de escola de Koyuki, um cara bem calmo e bastante maduro. Sua frase preferida é: "os outros são os outros". Ele diz isso sempre que alguém está preocupado com a "concorrência". Tem 14 anos, após a fama de Koyuki ser arrasada pelos valentões do colégio, apenas Saku conversa com o mesmo.
- Minami "Ray " Ryuusuke - Um grande guitarrista e dono de uma incrível noção musical. Ele é um nipo-americano. Quando mais jovem, fazia parte da mesma banda que Eddie Lee, o guitarrista da famosa banda Dying Breed. Tem uma grande rivalidade com o guitarrista do Belle Ame, que também montaram uma banda juntos antes do Beck. Tem 16 anos

### Outros
- Minami Maho - irmã de Ryuusuke e uma ótima cantora. Ela fica bastante amiga de Koyuki e o ajuda muito em diversas ocasiões. Pode-se dizer que ela mantém uma relação um tanto peculiar com o garoto, formando o par romântico da série. Tem 14 anos seu sonho é trabalhar no cinema.
- Ishiguro Izumi -  Amiga de infância de Koyuki, muito popular ela parece gostar do personagem principal e adora frequentar casas de show, faz parte da turma do Beck.
- Saitou Ken'ichi - um homem de 44 anos, tarado por "material sacana" e "mentor" do Koyuki. É ele quem ensina Tanaka a tocar guitarra e a nadar, já que foi um grande profissional da natação no passado, após uma lesão teve que abandonar as piscinas, para superar a depressão começa a tocar guitarra. Ele foi o autor da letra de "Slip Out" e é apaixonado pela professora do Koyuki
- Ogasawara Momoko - Professora de Koyuki, ela sofre de um complexo de inferioridade causado pelo fato de seus alunos prestarem mais atenção na sua aparência do que nas suas aulas.
- Beck - Cachorro encontrado por Eddie e Ryuusuke ao roubar um carro, vale lembrar que esse cão é bastante incomum e aparenta ser formado por pedaços de outros cachorros.
- Eiji - Rival de Ryuusuke, no começo do anime os dois tentam cantar juntos, porém a experiência gera maus resultados e os dois decidem se separar, com o objetivo compartilhado de criar a melhor banda do mundo.
- Page - É um curioso papagaio que pertence a Saitou, essa ave canta apenas quando ouve música de qualidade e possui uma única palavra em seu vocabulário: "Aho" (idiota).
- Leon Sykes - O então dono de Lucille, ele procura a guitarra durante anos e encontra a sua foto na capa do CD da versão americana de Beck, é quando parte para o Japão, a fim de se vingar do ladrão.
- Toudou - Ele é o primeiro baterista da banda, porém teve que sair para ajudar em casa, no seu lugar entra Saku.
- Morozumi Yoshito - Colega de classe de Maho, ele é um jovem e famoso ator que deseja conquistar a colega; ele ajuda a estabelecer relações entre Maho e os representantes da tv; ele nunca gostou do Koyuki, pois este é um cara normal e não merece atenção; algo que o perturba, a relação de Koyuki e Maho.
- Miyazawa Manabu - Vocalista da "Belle Ame", convidado por Eiji em um jogo de Baisebol. Ryuusuke iria convida-lo para fazer parte do "Beck" com o interesse de conseguir convencer Taira a ir para a sua banda não a de Eiji. Manabu é convencido por Eiji, e tenta convencer Taira a ir para "Belle Ame" interrompendo o seu Show cantando com a sua banda.

## Singles

### Beat Crusaders - Hit In The USA (Abertura)
1. Beat Crusaders - Hit in the USA
2. Beat Crusaders - Super Collider
3. Beat Crusaders - B.A.D.

### Meister - Above The Clouds (Encerramento)
1. Meister - Above The Clouds
2. Meister - My World Down
3. Meister - Above The Clouds (Instrumental)
4. Meister - My World Down (Instrumental)
5. Beat Crusaders ft.Sowelu - Moon On The Water

## Original Soundtracks

### Original Soundtrack 1:Beck
1. BECK - Brainstorm
2. BECK - Spice of Life
3. Chounaikaichuu no Musuko Band - Mad House
4. Minami Maho - Sly
5. BECK - Face
6. Belle Ame - Lost Melody
7. Rocket Boys - Follow Me
8. Kuniyoshi Chiemi - Genki wo Dashite
9. The Dying Breed Feat. Tanaka Yukio - Moon on the Water
10. BECK - Like A Foojin
11. ciel bleu - Youkai Ningen Bem
12. Hyoudou Band - Gymnasium
13. Chiba Tsunemi - Reloaded
14. Musicmans Feat. Miyazawa Manabu - Journey
15. Saitou San Band feat. Tanaka Koyuki & Minami Maho - Follow Me
16. The Dying Breed - My World Down
17. Hyoudou Band 2 - Love Dischord
18. BECK - By Her
19. BECK - I've Got a Feeling (Beatles Cover)
20. BECK - Slip Out
21. Tanaka Koyuki & Minami Maho - Moon on the Water

### Original Soundtrack 2:Keith
1. Typhoon24 Feat. Tatsuzo Of Ykz - Spice of Life
2. Tropical Gorilla - Big Muff
3. Up hold - Endless Traveling Map
4. Goofy'S Holiday - Piece of Tears
5. Typhoon24 Feat. Tatsuzo of Ykz - Like a Foojin
6. Goofy'S Holiday - Journey
7. Beat Crusaders - 50¢ Wisdom
8. Husking Bee - Brightest
9. Sister - Face
10. Meister - I call you love
11. 10-Feet - Little More Than Before.
12. Beat Crusaders - Moon On The Water

### BECK Tribute - Greatful Sound
1. Choke Sleeper - Leave Me Alone
2. Nice Marbles - Furouto
3. Smorgas - Dead Man
4. Loop-Line - Flow
5. Badfish - Up Set Vibration
6. Beratrek with POLY-1 from Polysics - Let's Groove or die
7. 54 Nude Honeys - Fat Liver
8. Bazra - Yureru
9. Coaltar of the Deepers - h.s.k.s.
10. Rumtag - Melody

## Seiyū
- Chiba Tsunemi - Shintarou Oohata
- Ishiguro Izumi - Miki Maruyama
- Minami Maho - Miho Saiki
- Minami Maho (vocais) - Sowelu
- Minami Ryusuke - Yuuma Ueno
- Yuji Sakurai (Saku) - Tooru Nara
- Saitou Ken'ichi - Porche Okite
- Taira Yoshiyuki - Kenji Nojima
- Tanaka Yukio - Daisuke Namikawa
- Tanaka Yukio(vocais) - Kazuya Hirabayashi
- Micchan - Hisao Egawa
- Kayo - Enapou
- Eddie Lee - Janie Vickers
- Rikiya Kitazawa - Kenjiro Tsuda
- Hyoudou Masaru - Masakazu Morita
- Tanabe - Mitsuo Iwata
- Ran - ROLLY
- Eiji - Shigeru Shibuya
- Morozumi Yoshito - Shinji Amada
- Beck - Tomohisa Asou
- Tougou - Yoshiharu Kou
- Ogasawara Momoko - Yuko Nagashima